# Godzilla: S.O.S. dla Tokio
Godzilla: S.O.S. dla Tokio (jap. ゴジラ×モスラ×メカゴジラ 東京SOS Gojira x Mosura x Mekagojira Tōkyō SOS) – japoński film typu kaijū z 2003 roku w reżyserii Masaakiego Tezuki. Dwudziesty siódmy film z serii o Godzilli. Jest to jedyny film w serii Millenium będący bezpośrednim sequelem do poprzedniego filmu (Godzilla kontra Mechagodzilla). Ostatni film kinowy Hiroshiego Koizumiego.

## Opis fabuły
W 2004 r. Kiryu zostaje naprawiony po ostatniej bitwie z Godzillą. Jednak do pewnego starego człowieka w Japonii, dr. Shinichi Chujo przybywają dwie kapłanki Mothry. Ostrzegają, że ludzie zakłócają spokój zmarłych, a kości Godzilli, z pomocą których zbudowano Kiryu, muszą wrócić do morza. Kapłanki uprzedzają, że Mothra, ogromna ćma z Wyspy Infant wyda wojnę ludziom, jeśli tego nie zrobią, jeśli jednak zdecydują się zrezygnować z Kiryu, Mothra będzie strażnikiem Japonii. Jednak rząd Japonii ignoruje ostrzeżenie.
Wkrótce na plaży Japonii zostaje znaleziony inny potwór – Kamoebas (żółw morski). Został zabity przez olbrzymiego drapieżnika – to dowodzi, że Godzilla szykuje się do natarcia na Japonię. Gdy się pojawia, ludzie dostrzegają blizny na jego ciele – znak, że Godzilla nie ozdrowiał w pełni po walce z Kiryu. Wnuk doktora Shinichi układa na placu szkolnym znak Mothry. Potwór przybywa bronić Japonii. Na wyspie Infant wykluwają się dwie larwy.
Gdy ludzie widzą, że Mothra przegrywa, wysyłają Kiryu, aby ją ratował. Mechagodzilla zdecydowanie wygrywa z Godzillą, jednak Mothra i tak ginie, ratując uszkodzoną maszynę. Yoshito Chujo, mechanik Kiryu i siostrzeniec Shinichi, biegnie do maszyny, aby ją naprawić. Udaje mu się, ale właz się zacina. Chujo pozostaje w środku.
Pod koniec walki dwie larwy oplatają Godzillę w kokon, unieruchamiając go. Jednak w tym momencie w Kiryu po raz drugi budzą się więzy krwi z Godzillą. Kiryu nie zabija go, lecz wymyka się spod kontroli i zabiera nad ocean, aby wraz z nim spocząc na wieki na dnie. Yoshito komunikuje się z centrum dowodzenia; pomimo jego protestów piloci statku kontrolującego Kiryu odstrzeliwują właz. Yoshito widzi pożegnalny napis na ekranie "Żegnaj Yoshito", opuszcza maszynę i zostaje przechwycony w powietrzu. Kiryu i Godzilla wpadają do oceanu i znikają. Kapłanki i dwie larwy opuszczają Japonię.

## Obsada
- Noboru Kaneko – Yoshito Chūjō
- Miho Yoshioka – Azusa Kisaragi
- Mitsuki Koga – Kyosuke Akiba
- Masami Nagasawa – Shobijin Mana
- Chihiro Otsuka – Shobijin Hio
- Hiroshi Koizumi – dr Shinichi Chūjō
- Kō Takasugi – płk Togashi
- Kenta Suga – Shun Chūjō
- Akira Nakao – premier Hayato Igarashi
- Kōichi Ueda – gen. Dobashi
- Naomasa Rokudaira – dr Goro Kanno
- Junichi Mizuno – porucznik Kenji Sekine
- Yūsuke Tomoi – por. Susumu Hayama
- Masaaki Tezuka – naukowiec
- Shōgo Tomiyama – uchodźca
- Tsutomu Kitagawa – Godzilla
- Motokuni Nakagawa – Kiryu

## Wyniki finansowe
Choć GMMG odniosło sukces w Japonii, na świecie miało raczej średnie wyniki finansowe. W czasie pierwszego weekendu zarobił 1 686 009 dolarów, a ostatecznie – 12 mln dolarów.